# مرگ‌ها در ۲۰۱۳
این فهرست برخی از مرگ‌های افراد سرشناس در سال ۲۰۱۳ میلادی را جمع‌آوری کرده است. ترتیب فهرست بر پایهٔ تاریخ مرگ است (مرگ‌های تازه در بالا) و نام‌های ذیل یک تاریخ مشخص بر پایهٔ نام خانوادگی یا نام مستعار مرتب می‌شوند. مرگ حیوانات و دیگر جانداران مهم نیز اگر صفحهٔ ویژهٔ خودشان را داشته باشند در این فهرست می‌آید. ترتیب اطلاعات هر مدخل به صورت زیر خواهد بود:
- نام، سن، کشور اقامت و دلیل سرشناسی، علت تعیین‌شده برای مرگ و یادکرد منبع.

## ژوئن ۲۰۱۳

### ۲۶
- مارک ریچ، ۷۸، سرمایه‌دار و دلال مواد خام

### ۲۵
- تقی روحانی، ۹۳، گویندهٔ خبر ایرانی.

### ۲۳
- ریچارد متیسون، ۸۷، نویسنده و نمایش‌نامه‌نویس امریکایی

### ۲۲
- گری دیوید گلدبرگ، ۶۸، تهیه‌کننده و فیلم‌نامه‌نویس، تومور مغزی.

### ۱۵
- کنت ویلسن، ۷۷، فیزیک‌دان آمریکایی، برندهٔ جایزهٔ نوبل فیزیک (۱۹۸۲ میلادی)

### ۶
- جروم کارل، ۹۴، برندهٔ جایزه نوبل شیمی (۱۹۸۵ میلادی)، از اعضای پروژهٔ منهتن
- استر ویلیامز، ۹۱، بازیگر

### ۲
- جلال‌الدین طاهری، ۸۷، امام جمعه شهر اصفهان

## سپتامبر ۲۰۱۳

### ۷
- سید حسن طاهری خرم‌آبادی، ۷۵، امام جمعه موقت تهران و عضو جامعه مدرسین حوزه علمیه قم

### ۱۱
- سید حسن طاهری خرم‌آبادی، ۸۷، پژوهشگر، نویسنده و مترجم معاصر ایرانی

### ۲۱
- احمد عطایی، ۹۴، از پیشگامان صنعت نشر در ایران و مؤسس انتشارات عطایی، کهولت سن

## اکتبر ۲۰۱۳

### ۲
- تام کلنسی، ۶۶، نویسنده آمریکایی

### ۴
- وو نوین جیاپ، ۱۰۲، ژنرال ویتنامی و وزیر دفاع ویتنام